# Pedro Carlos af Orléans og Bragança
Prins Pedro Carlos af Orléans og Bragança (portugisisk: Pedro de Alcântara Carlos João Lourenço Miguel Rafael Gabriel Gonzaga de Bourbon de Orléans e Bragança), født 30. oktober 1945 i Petrópolis ved Rio de Janeiro i Brasilien) er en fransk–brasiliansk prins, der er én af de to prætendenter til den afskaffede kejsertrone i Brasilien.

## Slægtninge
Pedro Carlos er bror til Maria da Glória af Orléans og Bragança, der har været gift med forhenværende kronprins Alexander af Jugoslavien, og han er morbror til Peter, arveprins af Jugoslavien.
Pedro Carlos er fætter både til Henrik af Paris (født 1933), der er orleanserne's prætendent til den franske trone og til Juan Carlos af Spanien, der var konge i 1975–2014.
Pedro Carlos er også i slægt med Duarte 3. Pio, hertug af Braganza, der er prætendent til den portugisiske trone.

## Ægteskaber
Pedro Carlos hat været gift to gange. Der er en søn fra hvert ægteskab.

## Forfædre
Pedro Carlos er tipoldesøn af Ludvig Karl af Orléans, hertug af Nemours, Pedro 2. af Brasilien, Ferdinand 2. af Begge Sicilier, Ferdinand Filip af Orléans, hertug af Chartres, Helene af Mecklenburg-Schwerin og Antoine, hertug af Montpensier.
Han er desuden tiptipoldedatter af Ludvig-Filip af Frankrig, Pedro 1. af Brasilien, Maria Leopoldina af Østrig, Frans 1. af Begge Sicilier, Karl af Østrig (1771-1847), Leopold 2. af Toscana, Maria Antonia af Begge Sicilier (1814–1898), Frederik Ludvig af Mecklenburg-Schwerin og Ferdinand 7. af Spanien.